# Thyroptera discifera
Thyroptera discifera е вид прилеп от семейство Thyropteridae. Видът не е застрашен от изчезване.

## Разпространение
Разпространен е в Боливия, Бразилия, Венецуела, Гвиана, Еквадор, Колумбия, Коста Рика, Никарагуа, Панама, Перу, Суринам и Френска Гвиана.

## Описание
Теглото им е около 3,1 g.